# Кастелліна-Мариттіма
Кастелліна-Мариттіма (італ. Castellina Marittima) — муніципалітет в Італії, у регіоні Тоскана,  провінція Піза.
Кастелліна-Мариттіма розташована на відстані близько 230 км на північний захід від Рима, 70 км на південний захід від Флоренції, 37 км на південний схід від Пізи.
Населення — 2061 особа (2014).
Щорічний фестиваль відбувається 29 серпня. Покровитель — San Giovanni Decollato.

## Демографія
Населення за роками:

Станом на 1 січня 2023 року в муніципалітеті офіційно проживало 127 іноземців з 22 країн, серед них 41 громадянин країн Євросоюзу та 7 громадян України.

## Сусідні муніципалітети
- Чечина
- К'янні
- Рипарбелла
- Розіньяно-Мариттімо
- Санта-Луче